# دولة دمشق
دولة دمشق (3 أيلول 1920 - 1925م) هي إحدى الدويلات السورية الخمس التي قام الانتداب الفرنسي بإقامتها داخل سورية خلال فترة الانتداب الفرنسي على سوريا.
الدويلات السورية الأربع الأخرى كانت: دولة حلب، دولة جبل الدروز، دولة جبل العلويين، دولة لبنان الكبير التي أضحت فيما بعد جمهورية لبنان الحالية، إضافة إلى لواء اسكندرون، وجميعها كانت ضمن الدولة السورية.

## النشأة
وُضعت سورية تحت الانتداب الفرنسي بعد نهاية الحرب العالمية الأولى في بداية القرن العشرين، وقام الجنرال هنري غورو بتقسيم سورية إلى ستة أجزاء في عام 1920. وكانت دولة دمشق أحد هذه الأجزاء الستة وكانت تشمل مدن حمص وحماة ووادي نهر العاصي. فقدت الدولة دمشق أربعا من أقضيتها الفرعية التي كانت ضمن ولاية دمشق في الفترة العثمانية، وضمت إلى جبل لبنان ذي الأغلبية المسيحية من أجل تكوين دولة لبنان. المقاطعات الأربع المنزوعة هي صيدا وطرابلس الشام وبيروت وسهل البقاع وتمثل الآن محافظات بيروت والبقاع وشمال لبنان وجنوب لبنان والنبطية. دولة دمشق - ومن بعدها الدولة السورية - ظلت تطالب بعودة هذه المقاطعات إلى الأم سورية واستمرت هذه الاحتجاجات على الفصل طوال الانتداب. كما عارض سكان هذه المقاطعات عملية الفصل.

## تعداد السكان
| التوزيع العام للسكان في دولة دمشق حسب الإحصاء الفرنسي في 1921-1922 |         |       |
| الديانة                                                            | تعداد   | نسبة  |
| مسلمون سُنّة                                                         | 447,000 | 75.1% |
| مسيحيون                                                            | 67,000  | 11.3% |
| أجانب                                                              | 49,000  | 8.2%  |
| شيعة اثنا عشرية                                                    | 9,000   | 1.5%  |
| إسماعيليون                                                         | 8,000   | 1.3%  |
| يهود                                                               | 6,000   | 1.1%  |
| علويون                                                             | 5,000   | 0.8%  |
| موحدون دروز                                                        | 4,000   | 0.7%  |
| مجمل السكان                                                        | 595,000 | 100%  |

## الاتحاد السوري ودولة سورية
قام الجنرال هنري غورو عام 1923م بتكوين الاتحاد السوري الذي ضم دمشق وحلب ودولة جبل العلويين. وفي 1924م تم فصل دولة جبل العلويين ثانية. وفي 1 كانون الأول / ديسمبر 1924 تحول الاتحاد السوري إلى الدولة السورية (1925–1930).